# Ruth Hussey
Ruth Carol Hussey (ur. 30 października 1911 w Providence, zm. 19 kwietnia 2005 w Newbury Park) – amerykańska aktorka, nominowana do Oscara za rolę drugoplanową w filmie Filadelfijska opowieść.

## Wybrana filmografia
- 1937: Madame X jako Annette
- 1938:  Man-Proof jako Jane
- 1938: Maria Antonina jako księżna de Polignac
- 1939: Maisie jako Sybil Ames
- 1939: Kobiety jako panna Watts
- 1940: Północno-zachodnie przejście jako Elizabeth Browne
- 1940: Susan and God jako Charlotte
- 1940: Filadelfijska opowieść jako Elizabeth Imbrie
- 1943: Tender Comrade jako Barbara Thomas
- 1944: The Uninvited  jako Pamela Fitzgerald
- 1945: Bedside Manner jako pani doktor Hedy Fredericks
- 1950: Mr. Music jako Lorna Marvis
- 1951: That's My Boy jako Ann Jackson
- 1952: Stars and Stripes Forever jako Jennie Sousa
- 1956: Alfred Hitchcock przedstawia (serial)  jako Paula Hudson